# Raffaele Conflenti
Raffaele Conflenti (4 de diciembre de 1889 - 16 de julio de 1946) fue un ingeniero y diseñador aeronáutico italiano. Durante su carrera, trabajó para algunos de los fabricantes de hidroaviones más importantes de Italia, llegando a diseñar gran cantidad de aviones, incluidos aviones civiles, militares e hidroaviones.

## Biografía

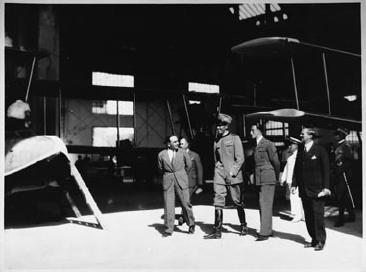
Conflenti (con traje elegante de negro a la derecha) acompañando a Amadeo II de Saboya-Aosta (el más alto con traje militar) a inspeccionar una base de la Regia Aeronautica.

Conflenti nació en Cosenza, entonces parte del Reino de Italia, el 4 de diciembre de 1889. Se graduó en ingeniería y en 1912 comenzó a trabajar para Società Italiana Transaerea (Sociedad Trans-Aeronáutica Italiana, o SIT) en Turín. Luego trabajó en Società Costruzioni Aeronautiche Savoia (Savoia Aeronautical Works Company) de Domenico Santoni en Milán y más tarde se convirtió en director técnico de SIAI (Società Idrovolanti Alta Italia, empresa italiana de Seaplane del norte de Italia), la compañía que Santoni había fundado en 1914 con el empresario Luigi Capè. SIAI tenía su sede en Sesto Calende, en el Lago Maggiore.
Conflenti, que había supervisado inicialmente la producción de los aviones Blériot, Maurice Farman y Henri Farman construidos con licencia, ahora se volvió a los tipos de FBA. En 1917, sin embargo, su primer diseño original, el SIAI S.8, hizo su primer vuelo. Conflenti diseñó varios otros aviones para SIAI antes de que Santoni repentinamente dejara SIAI y se mudara a Saint-Ouen, en los suburbios de París, donde en 1921 fundó una nueva compañía llamada CAMS (Chantiers Aéro-Maritimes de la Seine, francés para aviones y astilleros del Sena); Conflenti siguió a Santoni unos meses después y se convirtió en el director técnico de CAMS. CAMS inicialmente construyó aviones SIAI bajo licencia, pero Conflenti pronto comenzó a diseñar nuevos tipos de hidroaviones, incluyendo CAMS 30T y CAMS 36 récord.
Conflenti abandonó CAMS en 1923 y regresó a Italia, donde se convirtió en el diseñador jefe de la recién fundada sección aeronáutica de CNT (Cantiere Navale Triestino, italiano para Shipyard of Trieste), con sede en Monfalcone. Ocupó ese puesto hasta 1932 (mientras tanto, la CNT se había fusionado con el Stabilimento Tecnico Triestino dando nacimiento a Cantieri Riuniti dell'Adriatico, o CRDA).
Entre finales de 1932 y 1935 Conflenti trabajó para la aerolínea Società Aerea Mediterranea (SAM). En 1936 comenzó a trabajar para el grupo Caproni, donde colaboró con Giovanni Pegna; entre sus últimos diseños fueron los Caproni Ca.164, Ca.165 y Ca.603.
Conflenti murió en Cosenza el 16 de julio de 1946.